# Vrátna dolina (Wielka Fatra)
Vrátna dolina – dolina w Wielkiej Fatrze na Słowacji. Jest prawym odgałęzieniem górnej części Dedošovej doliny (Dedošová dolina) i wcina się w zachodnie stoki głównego grzbietu Wielkiej Fatry. Prawe zbocza tworzy północny grzbiet Suchego vrchu (1550 m) ze szczytami Biela skala i Láctavovská, lewe północny grzbiet głównego szczytu Ostredoka (1592 m).
Dnem doliny spływa potok Vrátniansky potok, dopływ Gaderskiego potoku (Gaderský potok). Dolną część dolinki porasta las, górna to hale, pokrywające na długim odcinku główny grzbiet Wielkiej Fatry. Dolina znajduje się na obszarze Parku Narodowego Wielka Fatra. Dużą część jej zboczy objęto dodatkową ochroną – znajdują się w obrębie rezerwatu przyrody Biela skala.
W górnej części prawych zboczy doliny znajduje się jaskinia Priepasť w Štochach.